# Горново (Росія)
Го́рново (рос. Горново, башк. Горново) — село у складі Уфимського району Башкортостану, Росія. Входить до складу Красноярської сільської ради.
Населення — 221 особа (2010; 128 у 2002).
Національний склад:
- татари — 41 %
- росіяни — 40 %